# Avenida Montes de Oca
La avenida Manuel A. Montes de Oca es una arteria vial del sur de la Ciudad de Buenos Aires, Argentina.

## Características
La avenida transcurre en dirección norte-sur atravesando íntegramente el barrio de Barracas a lo largo de unas 20 cuadras, paralelamente a la Autopista 9 de Julio Sur.
Existe un proyecto a largo plazo, de construir la Línea F de subterráneos bajo parte de esta avenida[cita requerida].

## Recorrido
La avenida nace a partir de la Avenida Caseros, siendo continuación de la calle Bernardo de Irigoyen, a 100 m de la Estación Constitución.
En los primeros metros se encuentra el Hospital Pedro de Elizalde, nosocomio público de la ciudad, siendo el hospital pediátrico más antiguo del continente americano.
Integrado a este predio, en el número 110, se encuentra el Palacio Díaz Vélez, rodeado de su gran parque con especies centenarias, que perteneció al estanciero Eustoquio Díaz Vélez (hijo) y a su descendencia. Su bello edificio es el más importante ejemplo en su tipo de la arquitectura de fines del siglo XIX. Actualmente aloja a la Fundación VITRA, que rehabilita y capacita a lisiados. En la vereda opuesta, en el número 123, está la antigua residencia palaciega de Eugenio Cambaceres, hoy sede de la Escuela Técnica República del Líbano.
La avenida pasa junto a la antigua fábrica de alimentos Bagley, transformada en un edificio de viviendas y centro cultural llamado MOCA, y luego corre por el lateral oeste de la Plaza Colombia. En este predio era ocupado en los años de la colonia, la propiedad de don Martín de Álzaga, héroe de la defensa porteña durante las invasiones inglesas de 1806 y 1807.
Unos metros después de cruzar la avenida Suárez, se encuentra la Sede Montes de Oca del CBC de la Universidad de Buenos Aires, en un edificio que pertenece a Metrogas. En el número 1800 se levanta la Iglesia de San Antonio María Zaccaría y el colegio adjunto.
Finaliza en la Avenida Don Pedro de Mendoza a orillas del Riachuelo a metros del Nuevo Puente Pueyrredón, y allí se encuentra el Servicio de Hidrografía Naval.

## Historia
Durante el siglo XIX era un largo camino donde se alineaban numerosas quintas de la aristocracia porteña.
En 1870 fue realizado un adoquinado en esta calle, con derecho a cobro de peaje por 20 años, siendo un inesperado antecedente de las concesiones viales en esa época. El peaje variaba el precio según fueran carros tirados por caballos o por bueyes; el negocio fue suspendido en 1885, a causa del pésimo estado de la vía.

## Toponimia
Recibe el nombre de Manuel A. Montes de Oca, quien fuera un médico vecino del barrio, director en 1867 del Lazareto de Coléricos, durante la epidemia de fiebre amarilla de 1871 fue quien redactó las instrucciones para combatir la enfermedad; además fue miembro de la Academia de Medicina, legislador y ministro de relaciones exteriores en 1878.

## Imágenes

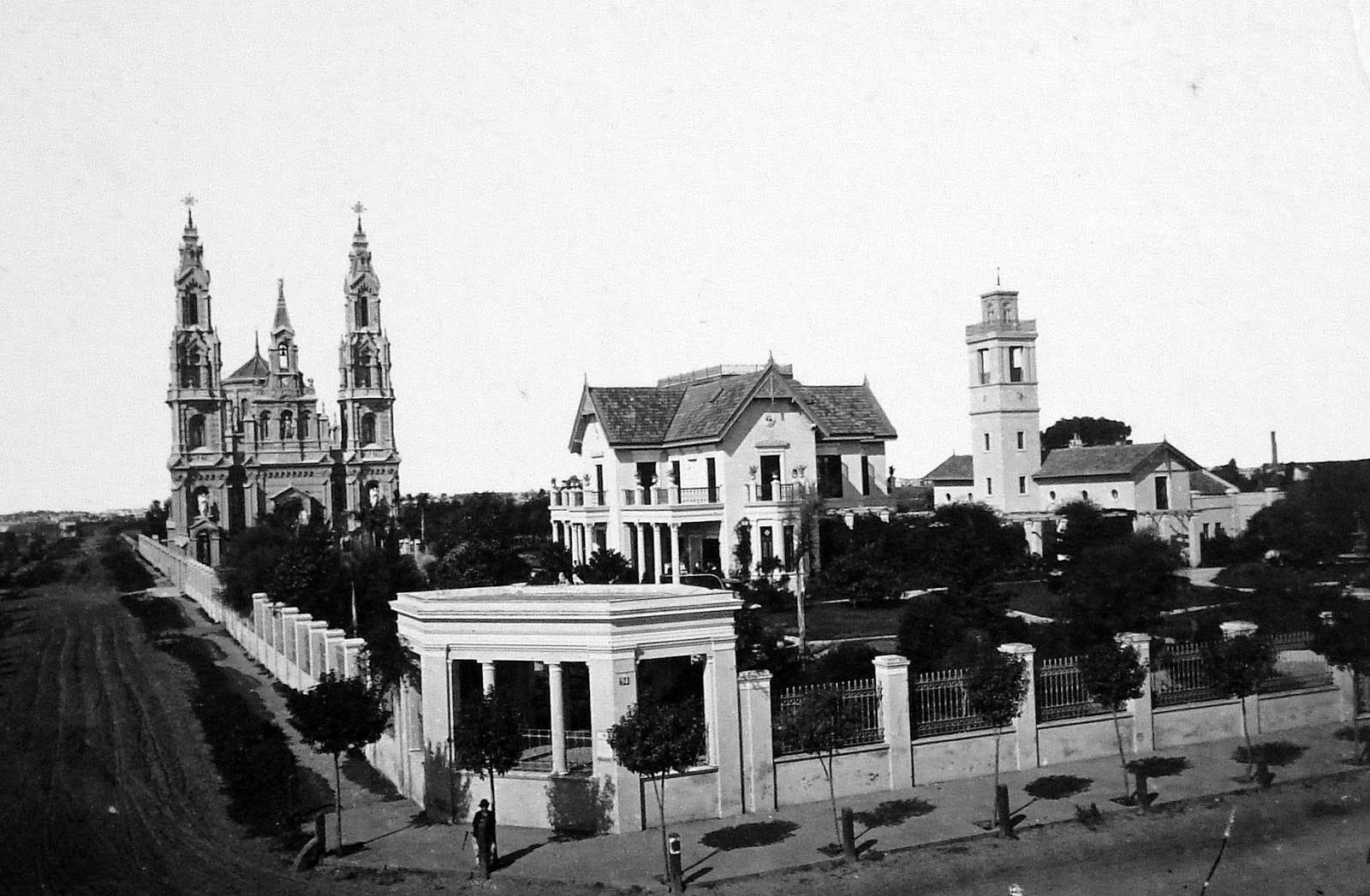
La Quinta Guerrero, hoy Plaza Colombia y la Iglesia de Santa Felicitas. (ca. 1880) dedicada a Felicitas Guerrero.